# 星武机场
星武机场是位于韩国忠清北道清州附近的一个小型军用机场。
韩国空军士官学校训练用机场。